# Škoda 10T
Škoda 10T (nazwa handlowa Elektra) – typ trójczłonowego, częściowo niskopodłogowego tramwaju, wytwarzanego w latach 2001–2009 w zakładach Škoda Transportation. 10T stanowi rozwinięcie konstrukcyjne tramwaju typu 03T.

## Konstrukcja
10T to dwukierunkowy, czteroosiowy, silnikowy, częściowo niskopodłogowy wagon tramwajowy. Składa się z trzech członów złączonych przegubami. Po obu stronach nadwozia umieszczono troje drzwi odskokowo-przesuwnych (dwoje dwuskrzydłowych, jedne jednoskrzydłowe).
Dwukierunkowy tramwaj 10T wywodzi się konstrukcyjnie od jednokierunkowego tramwaju 03T, eksploatowanego w kilku czeskich miastach. Człon środkowy jest niskopodłogowy (350 mm nad główką szyny) i zawieszony jest między skrajnymi członami. Te zamontowane są na dwuosiowych wózkach, dlatego też podłoga w nich znajduje się na wysokości 780 mm nad główką szyny. Środkowy człon niskopodłogowy stanowi 50% długości tramwaju. Kabiny motorniczego i przedział pasażerski wyposażono w klimatyzację. W tramwajach dla Portland zamontowano ponadto automaty biletowe. Wyposażenie elektryczne dostarczyła austriacka firma Elin.

## Dostawy
| Państwo           | Miasto         | Typ            | Lata dostaw    | Liczba | Numery taborowe | Uwagi                                          |       |
| ----------------- | -------------- | -------------- | -------------- | ------ | --------------- | ---------------------------------------------- | ----- |
| Stany Zjednoczone | Portland       | 10T0           | 2001           | 5      | 001–005         |                                                | [ 1 ] |
| Stany Zjednoczone | Portland       | 10T2           | 2002           | 2      | 006, 007        |                                                | [ 1 ] |
| Stany Zjednoczone | Portland       | 10T3           | 2009           | 1      | 015             | wyprodukowany we współpracy z United Streetcar | [ 1 ] |
| Stany Zjednoczone | Tacoma         | 10T1           | 2002           | 3      | 1001–1003       |                                                | [ 1 ] |
| Łączna liczba:    | Łączna liczba: | Łączna liczba: | Łączna liczba: | 11     |                 |                                                |       |

## Eksploatacja
W latach 2001–2002 wyprodukowano 10 tramwajów. Wszystkie powstały w zakładach Škoda w Pilźnie i przetransportowane zostały drogą morską do Stanów Zjednoczonych. Jeden tramwaj testowano w marcu 2001 r. na pilźnieńskich torowiskach pod numerem 111.
W 2006 r. licencję na produkcję tramwaju 10T uzyskało przedsiębiorstwo Oregon Iron Works (OIW) z przedmieść Portland. Dokumentację projektową przekazano za darmo pod warunkiem wykorzystania w licencyjnych tramwajach oryginalnego układu napędowego, wyposażenia elektrycznego i innych części. W porównaniu z wcześniejszymi tramwajami 10T zmodyfikowano wygląd ścian czołowych. Opracowany prototyp, oznaczony jako typ 10T3 i z nadanym numerem 015, przewieziono z OIW do Portland 1 lipca 2009 r. W połowie sierpnia 2009 tramwaj przechodził jazdy próbne bez pasażerów. Napęd Škoda zamontowany w prototypie nie sprawdził się i musiał zostać wymontowany. Dostawcą nowego napędu stały się zakłady Rockwell Automation, a testy miały rozpocząć się w lipcu 2011 r. Sam tramwaj wszedł do eksploatacji dopiero we wrześniu 2012 r. W planach było również wyprodukowanie serii 10T4, która miała być przeznaczona dla miast o gorącym klimacie. Takie tramwaje miały być wyposażone w mocniejszą klimatyzację, szyby z warstwą odblaskową czy grubszą warstwę izolacyjną.
United Streetcar, spółka-córka OIW, produkowała na licencji Škody kolejne wagony. Te otrzymały już wyposażenie elektryczne Rockwell i zostały oznaczone jako typ USC 100. Do Portland dostarczono sześć tramwajów USC 100 (2013–2014), do Tucson osiem tramwajów USC 200 (różniących się przede wszystkim ulepszoną klimatyzacją; 2013–2014), a do Waszyngtonu trzy tramwaje USC 100 (2014).